# Agonista parcial

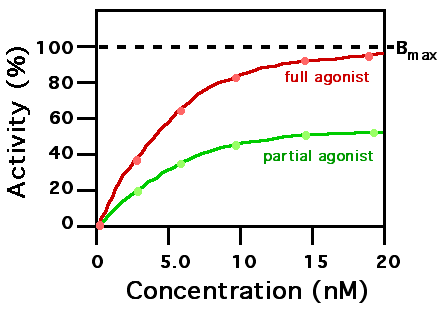
Agonistes

En farmacologia, els agonistes parcials són fàrmacs que s'uneixen i activen un receptor donat, però que tenen només una eficàcia parcial en el receptor respecte a un agonista complet. També poden ser considerats lligands que mostren els dos efectes, l'agonista i l'antagonista - quan un agonista complet i un agonista parcial són presents al mateix temps, l'agonista parcial actua com un antagonista competitiu, competint amb l'agonista complet per a l'ocupació del receptor i produint una disminució neta en l'activació del receptor que s'observa sols amb l'agonista complet. Clínicament, els agonistes parcials poden ser utilitzats per activar receptors per donar una resposta submàxima desitjada quan no hi ha quantitats endògenes adequades del lligant, o poden reduir la sobreestimulació dels receptors quan hi ha quantitats excessives del lligand.
Alguns fàrmacs comuns que actualment han estat classificats com agonistes parcials en certs receptors inclouen la buspirona, aripiprazol, buprenorfina, i desmetilclozapina. Exemples de lligands que activen el receptor gamma activat pel proliferador de peroxisomes (PPAR-gamma) com agonistes parcials són honokiol i falcarindiol.